# Thomas Häberli
Thomas Häberli (Luzern, 11 april 1974) is een Zwitsers voormalig voetballer en huidig voetbalcoach die speelde als aanvaller.

## Carrière

### Club carrière
Häberli, geboren in Luzern, Zwitserland, begon zijn carrière bij de semi-professionele club FC Eschenbach, gevestigd in Eschenbach, Luzern, net buiten zijn geboortestad Luzern in Centraal-Zwitserland. In 1994 verhuisde hij naar FC Le Mont, gevestigd in Le Mont-sur-Lausanne, in het Franstalige gebied van Zwitserland. Na slechts vier optredens werd hij al snel opgepikt door hun grotere lokale rivalen en in 1995, 20 jaar oud, tekende hij voor FC Lausanne-Sport. Hij kreeg echter rugklachten en daarom zegde hij zijn contract bij Lausanne-Sport op en trok zich terug uit het profvoetbal.
Voor het seizoen 1996-97 tekende hij bij zijn voormalige club FC Hochdorf in zijn thuiskanton Luzern, die op dat moment in de vijfde klasse van de Zwitserse voetbalpiramide speelden. In 1997 verhuisde hij naar een andere lokale club, FC Schötz, gevestigd in Schötz. In de zomer van 1999, 25 jaar oud, voelde Häberli zich fit en klaar om het leven als profvoetballer te hervatten. Hij belde een andere lokale ploeg SC Kriens die hem een proefperiode aanbood en genoeg indruk maakte om een contract te verdienen. Zijn tijd in de Zwitserse Challenge League bij SC Kriens was een succes en al snel namen clubs uit de hoogste klasse kennis van hem. In 2000 tekende hij voor FC Basel, maar al snel verhuisde hij naar Bern om voor BSC Young Boys te spelen, waar hij tot het einde van zijn actieve carrière bleef. Häberli was op dat moment de langst dienende speler bij de club. Hij staat bij de club bekend als loyaal en nuchter, kwaliteiten die zeldzaam zouden zijn in het hedendaagse professionele spel.
In het seizoen 2007-08 scoorde Häberli 18 doelpunten en eindigde als tweede in het doelpuntenklassement, achter teamgenoot Hakan Yakin, toen BSC Young Boys als tweede eindigde na een nederlaag tegen winnaar FC Basel op de laatste dag van het seizoen. Hij had een contract bij de club tot 30 juni 2010.

### Interland carrière
In 2004 maakte hij zijn enige optreden voor Zwitserland tegen de Faeröer Eilanden.
Voor UEFA Euro 2008 werd in de media en bij de fans gespeculeerd dat hij zou worden teruggeroepen wegens zijn uitstekende vorm, en de blessure van Blaise Nkufo. Hij werd door coach Köbi Kuhn terug opgeroepen in de voorlopige selectie en speelde met de selectie mee in een onofficiële vriendschappelijke wedstrijd tegen de U21-ploeg van FC Lugano, waarin hij een doelpunt maakte. Toen de volgende dag de definitieve selectie werd bekendgemaakt, kwam Häberli echter niet bij de selectie.

### Trainers carrière
Häberli werd in 2010 aangesteld als U-18 coach van Young Boys. Nadat hoofdcoach Vladimir Petkovic werd ontslagen, werd Häberli op 8 mei 2011 aangesteld als de derde coach naast assistent-coach Erminio Piserchia, tot 1 juli 2011, waar Christian Gross het zou overnemen. Na de zomer, ging hij verder met het coachen van de U-18 ploeg. Op 30 april 2012 werd Häberli gepromoveerd tot assistent-coach van het eerste elftal onder manager Martin Rueda. In april 2013 werd aangekondigd, dat Häberli de U-21 ploeg van de club onder zijn hoede zou nemen.
Op 26 april 2013 werd bevestigd, dat Häberli vanaf het seizoen 2013/14 de U-21-selectie van FC Basel onder zijn hoede zou nemen. In oktober 2015 veranderde Häberli van positie en werd hij aangesteld als de nieuwe talentmanager van de club. Hij bekleedde deze functie tot het begin van het seizoen 2018/19, waarin hij werd aangesteld als assistent-manager van het eerste elftal. Häberli nam op 3 januari 2019 ontslag.
Op 21 februari 2019 werd hij aangesteld als coach van FC Luzern. Na een slechte start in het seizoen 2019-2020 werd hij op 16 december 2019 ontslagen. Op 5 januari 2021 werd Häberli aangesteld als bondscoach van de nationale ploeg van Estland voor een contract dat loopt tot het einde van de kwalificatie voor de wereldbeker van 2022.